# 1978年アジアラグビーフットボール大会
1978年アジアラグビーフットボール大会は1978年にクアラルンプールで開催された第6回アジアラグビーフットボール大会。7カ国のチームが、2つのプールに分かれ、それぞれの勝者が決勝戦を行った。

## トーナメント

### プールA
| 1978年11月19日 17:00 | タイ | 23-16 | スリランカ | ムルデカ・スタジアム |
| 1978年11月19日 17:00 |      |       |            | ムルデカ・スタジアム |

| 1978年11月21日 19:00 | 日本 | 47 - 18 | タイ | ムルデカ・スタジアム |
| 1978年11月21日 19:00 |      |         |      | ムルデカ・スタジアム |

| 1978年11月23日 19:00 | 日本 | 34 - 8 | スリランカ | ムルデカ・スタジアム |
| 1978年11月23日 19:00 |      |        |            | ムルデカ・スタジアム |

### プールB
| 1978年11月18日 17:00 | マレーシア | 12-32 | 香港 | ムルデカ・スタジアム |
| 1978年11月18日 17:00 |            |       |      | ムルデカ・スタジアム |

| 1978年11月18日 19:00 | 韓国 | 40 - 3 | シンガポール | ムルデカ・スタジアム |
| 1978年11月18日 19:00 |      |        |              | ムルデカ・スタジアム |

| 1978年11月20日 17:00 | シンガポール | 9 - 3 | マレーシア | ムルデカ・スタジアム |
| 1978年11月20日 17:00 |              |       |            | ムルデカ・スタジアム |

| 1978年11月20日 19:00 | 韓国 | 7 - 0 | 香港 | ムルデカ・スタジアム |
| 1978年11月20日 19:00 |      |       |      | ムルデカ・スタジアム |

| 1978年11月22日 17:00 | 韓国 | 62 - 0 | マレーシア | ムルデカ・スタジアム |
| 1978年11月22日 17:00 |      |        |            | ムルデカ・スタジアム |

| 1978年11月22日 19:00 | シンガポール | 19 - 9 | 香港 | ムルデカ・スタジアム |
| 1978年11月22日 19:00 |              |        |      | ムルデカ・スタジアム |

## 順位決定戦

### 3位決定戦
| 1978年11月24日 17:00 | シンガポール | 16 - 15 | タイ | ムルデカ・スタジアム |
| 1978年11月24日 17:00 |              |         |      | ムルデカ・スタジアム |

### 決勝戦
| 1978年11月25日 17:00 | 日本 | 16 - 4 | 韓国 | ムルデカ・スタジアム |
| 1978年11月25日 17:00 |      |        |      | ムルデカ・スタジアム |